# Braňany
Braňany (en allemand : Prohn) est une commune du district de Most, dans la région d'Ústí nad Labem, en République tchèque. Sa population s'élevait à 1 260 habitants en 2021.

## Géographie
Braňany se trouve à 7 km au nord-est de Most, à 29 km au sud-ouest d'Ústí nad Labem et à 74 km au nord-ouest de Prague.

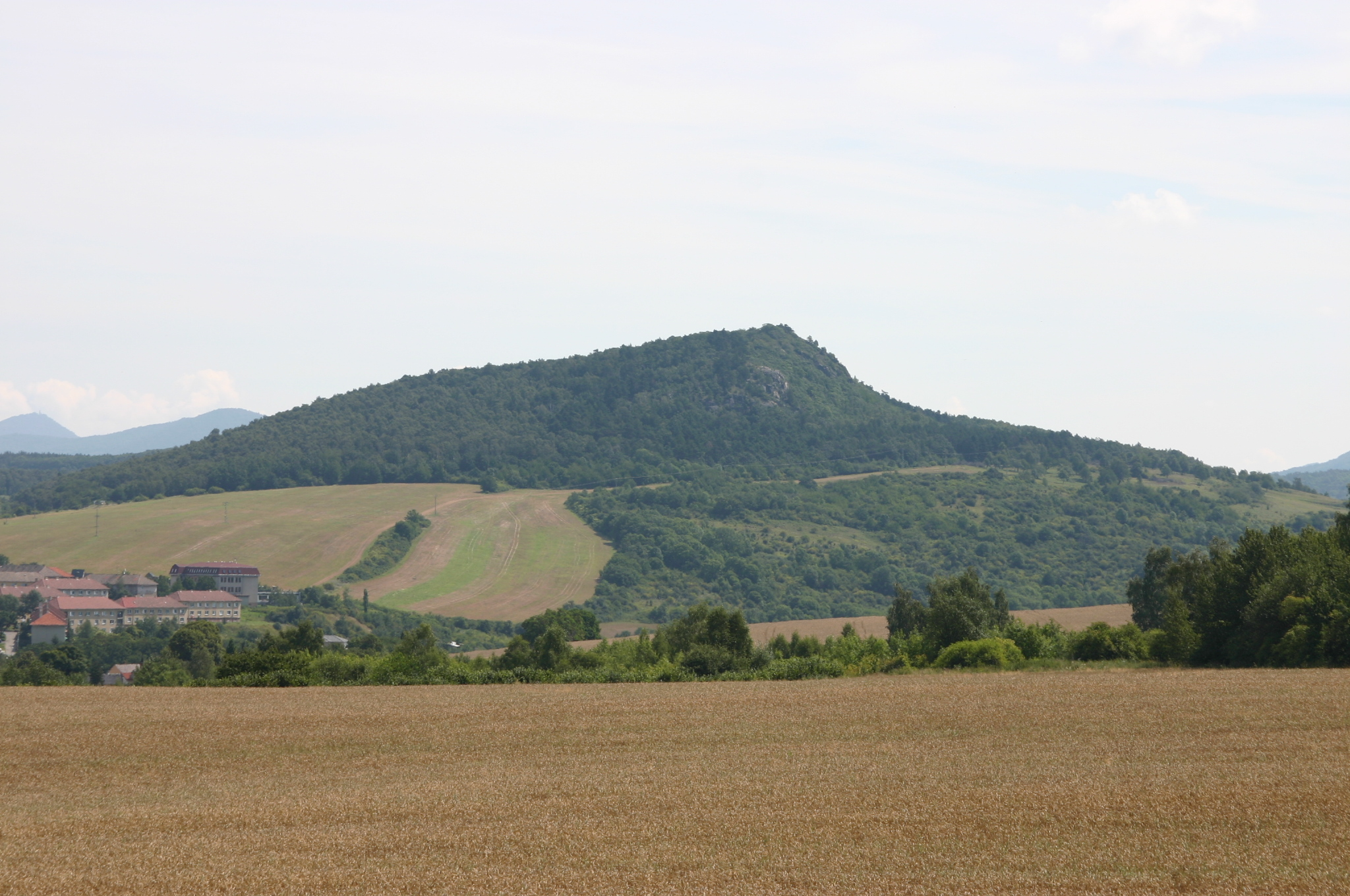
Mont Kaňkov (436 m).
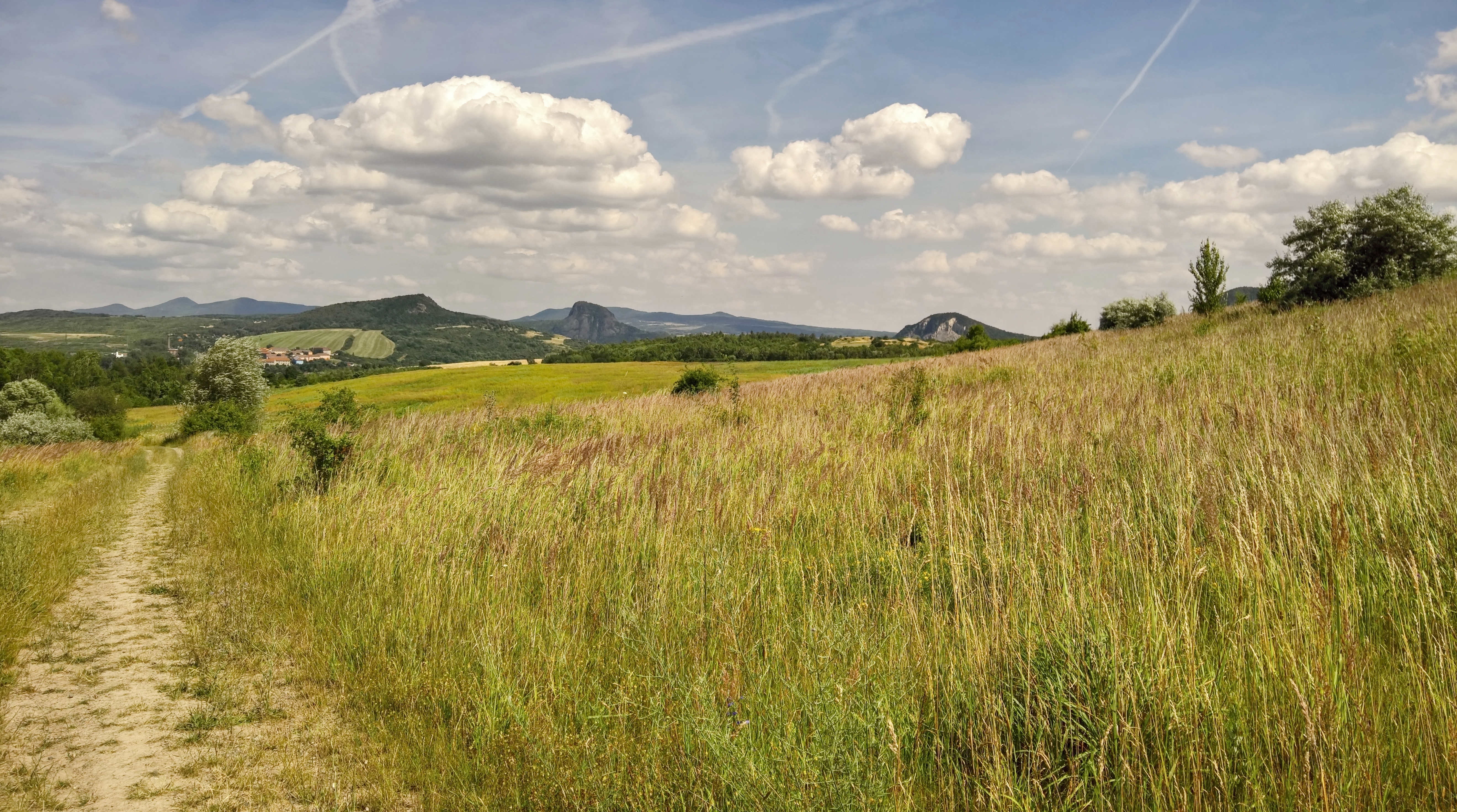
Braňany : paysage rural.

La commune est limitée par Bílina au nord et au nord-est, par Želenice au sud-est, et par Obrnice au sud et par Most à l'ouest.

## Administration
La commune se compose de deux quartiers :
- Braňany
- Kaňkov

## Histoire
La plus ancienne trace écrite de Braňany date de 1239.

## Galerie

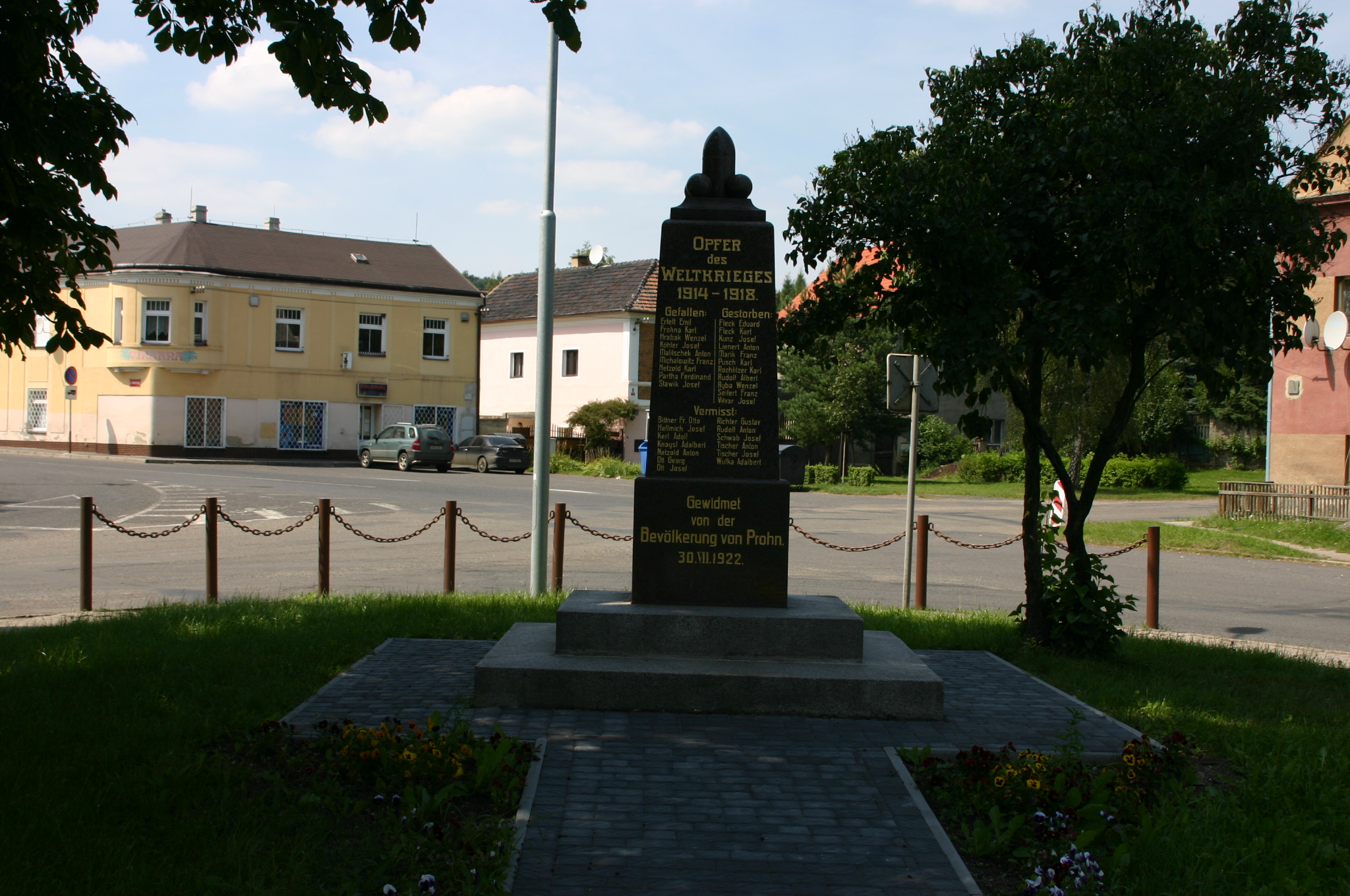
Braňany : place centrale et monument aux morts de la Première Guerre mondiale.
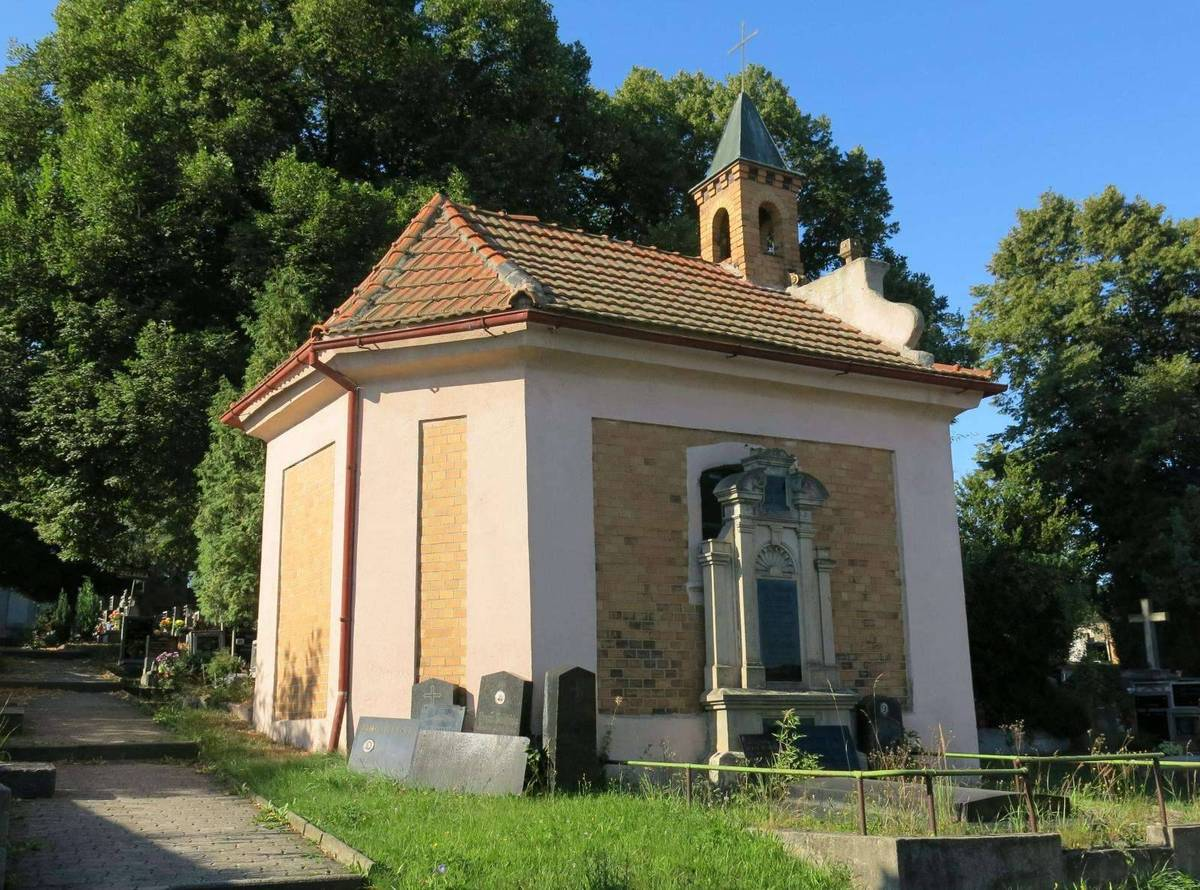
Chapelle à Braňany.